# Marvel vs. Capcom Origins
Marvel vs. Capcom Origins é uma coletânea de jogos eletrônicos de 2012 lançada na PlayStation Network e no Xbox Live Arcade, desenvolvida pela Iron Galaxy Studios e publicada pela Capcom, baseado em personagens da Marvel Comics e da Capcom. É composta por Marvel Super Heroes (1995) e Marvel vs. Capcom: Clash of Super Heroes (1998), que são jogos de luta crossover da série Marvel vs. Capcom.
O jogo, desenvolvido com as ROMs de arcade Marvel Super Heroes e Clash of Super Heroes, teve como objetivo manter a integridade de seus lançamentos originais. Portanto, não foram feitas alterações na mecânica de jogo ou no balanceamento dos personagens. Origins apresenta visuais em alta definição com múltiplas opções de filtros e ângulos de visão. Implementa o modo multijogador online aprimorado por GGPO com lobbies de jogadores, modo espectador e salvamento de replay. Também incorpora um sistema de desafios que concede pontos usados para desbloquear artes conceituais, personagens secretos e outros conteúdos.
Origins recebeu críticas mistas a positivas após seu lançamento. Os críticos elogiaram o jogo por permanecer fiel às versões de arcade e seus recursos adicionais, mas o criticaram por sua jogabilidade desatualizada e elenco desbalanceado. Em dezembro de 2014, o jogo foi removido de suas plataformas online após o término dos contratos de licenciamento da Capcom com a Marvel Comics. Uma coletânea semelhante, Marvel vs. Capcom Fighting Collection: Arcade Classics, foi lançada em 2024.

## Recepção
Marvel vs. Capcom Origins recebeu críticas mistas a positivas dos críticos após o lançamento, com o site de análises agregadas Metacritic atribuindo uma pontuação de 72 de 100 para a versão PlayStation 3, e 78 de 100 para a versão Xbox 360. O jogo recebeu elogios por sua preservação da integridade dos lançamentos originais de arcade, adições de multijogador online e desafios e variedade de conteúdo desbloqueável. Por outro lado, recebeu críticas por sua pequena e insatisfatória seleção de jogos, bem como por mecânicas de jogo desatualizadas. Ray Carsillo da Electronic Gaming Monthly concedeu a Origins uma nota 9 de 10, afirmando que o jogo "faz um bom trabalho em se manter fiel aos originais, enquanto a adição de desafios dinâmicos fornece uma nova camada de vício que ajuda a ofuscar o quanto esses jogos envelheceram nas últimas duas décadas".